# لیمپلی استوک
لیمپلی استوک (به انگلیسی: Limpley Stoke) یک روستا و محله مدنی در بریتانیا است که در Wiltshire واقع شده‌است. لیمپلی استوک ۵۴۱ نفر جمعیت دارد.